# Lord Steppington
Albums par The Alchemist
Albert Einstein
(2013)
Albums par Evidence
Cats & Dogs
(2011) Weather or Not
(2018)
Singles
1. Step Masters
Sortie : 19 novembre 2013
2. Mums in the Garage
Sortie : 16 janvier 2014

Lord Steppington est un album collaboratif de The Alchemist et Evidence (sous le nom des Step Brothers), sorti le 21 janvier 2014.
Afin de promouvoir l'album, le duo a diffusé gratuitement un titre, Ron Carter, qui n'est pas inclus dans Lord Steppington.

## Liste des titres
Tous les titres sont produits par The Alchemist, à l'exception de Byron G, produit par Evidence.
| No  | Titre                                              | Durée |
| --- | -------------------------------------------------- | ----- |
| 1.  | More Wins                                          | 2:31  |
| 2.  | Dr. Kimble                                         | 2:56  |
| 3.  | Byron G (featuring Domo Genesis et The Whooliganz) | 5:38  |
| 4.  | Legendary Mesh                                     | 3:12  |
| 5.  | No Hesitation (featuring Styles P)                 | 2:57  |
| 6.  | Swimteam Rastas                                    | 5:30  |
| 7.  | Mums in the Garage (featuring Action Bronson)      | 3:16  |
| 8.  | See the Rich Man Play (featuring Roc Marciano)     | 3:18  |
| 9.  | Banging Sound (featuring Fashawn)                  | 3:19  |
| 10. | Step Masters                                       | 2:58  |
| 11. | Tomorrow (featuring Rakaa et Blu)                  | 3:48  |
| 12. | Draw Something (featuring Oh No)                   | 3:20  |
| 13. | Buzzing Away                                       | 3:27  |
| 14. | Just Step                                          | 2:23  |

| 15. | String Cheese                              | 2:17 |
| 16. | Bally Shoe (featuring Psycho Les et Fargo) | 3:49 |